# دان دوناهو
دان دوناهو هو سياسي أمريكي، ولد في 1 مايو 1987. نشط حزبياً في الحزب الديمقراطي. وقد انتخب عضو مجلس نواب ماساتشوستس ‏ عن دائرة Massachusetts House of Representatives' 16th Worcester district ‏ (25 سبتمبر 2013 – ).